# Julián Palacios
Julián Palacios (1880–1947) spanyol üzletember.
1897-től 1900-ig a Sky Football labdarúgócsapat elnöke volt, majd miután ebből kivált a Madrid CF, annak lett az első elnöke. Utóbbi klub ma Real Madridként ismert.